# Euxoa praticola
Euxoa praticola là một loài bướm đêm trong họ Noctuidae.